# 潮見俊隆
潮見 俊隆（うしおみ としたか、1922年5月10日 - 1996年10月19日）は、日本の法学者。学位は、法学博士（東京大学・論文博士・1962年）（学位論文「漁村の構造：漁業権の法社会学的考察」）。東京大学社会科学研究所教授・帝京大学教授を経て、帝京大学名誉教授。専門は民法・法社会学。川島武宜に師事。

## 人物
東京府出身。東京大学法学部卒。東京大学社会科学研究所教授。1950年代から活躍する民法及び法社会学の権威であったが、1977年に刊行した『治安維持法』において、同僚の奥平康弘の著書『治安維持法小史』より盗用が発覚するという岩波新書はじまって以来のスキャンダルが判明し、急遽留学先の西ドイツより帰国、東京大学を辞任。その後、帝京大学法学部教授。93年定年退職、名誉教授。

## 著書

### 単著
- 漁村の構造（岩波書店、1954年）
- 日本の農村（岩波書店、1957年）
- 森林犯罪の法社会学的研究（林野庁、1957年）
- 農村と基地の法社会学（岩波書店、1960年）
- 日本林業と農村社会（東京大学出版会、1961年）
- 日本の基地（東京大学出版会、1965年）
- 戦後の法学（日本評論社、1968年）
- 法律家（岩波新書、1970年）
- 治安維持法（岩波書店、1977年）
- 司法の法社会学（勁草書房、1982年）
- 現代司法の課題（勁草書房、1982年）

### 共著
- 入会権の解体 第1-第3（川島武宜・渡辺洋三との共著、岩波書店、1959年-1968年）
- 温泉権の研究（川島武宜・渡辺洋三との共著、勁草書房、1964年）
- 林野入会権の本質と様相（福島正夫・渡辺洋三との共著、東京大学出版会、1966年）
- 法学のすすめ（井上茂との共著、筑摩書房、1968年）
- 安保黒書（山田昭・林茂夫との共著、労働旬報社、1969年）
- 日本の法学者（利谷信義との共著、日本評論社、1975年）

### 論文
- 裁判所庁舎管理規程の役割りと性格、法律時報41（1）、70－75ページ、日本評論社、1969年